# Wilhelm Kuhweide
Wilhelm Kuhweide, né le 6 janvier 1943 à Berlin, est un skipper allemand.

## Carriere
Il est sacré champion olympique en Finn pour l'équipe unifiée d'Allemagne aux Jeux olympiques d'été de 1964 à Tokyo. C'est ensuite sous les couleurs de l'Allemagne de l'Ouest qu'il participe aux Jeux. Quinzième en Finn aux Jeux olympiques d'été de 1968 à Mexico, il est ensuite médaillé de bronze en Star aux Jeux olympiques d'été de 1972 à Munich. Il participe aussi aux courses de Soling aux Jeux olympiques d'été de 1976 à Montréal et aux Jeux olympiques d'été de 1984 à Los Angeles, terminant respectivement 6e et 8e.